# Bertrand Fréchard
Pour les articles homonymes, voir Fréchard.
Bertrand Fréchard (né le 3 janvier 1969 à Remiremont) est un athlète français, spécialiste du cross-country.

## Biographie
Il est médaillé de bronze en cross long par équipes aux Championnats d'Europe de cross-country 1994 à Alnwick.
Il est médaillé d'argent en cross long par équipes aux Championnats d'Europe de cross-country 1997 à Oeiras.
Il remporte le cross long du Championnat de France de cross-country en 1995.